# Цвајфлинген
Цвајфлинген (њем. Zweiflingen) општина је у њемачкој савезној држави Баден-Виртемберг. Једно је од 16 општинских средишта округа Хоенлое. Према процјени из 2010. у општини је живјело 1.774 становника. Посједује регионалну шифру (AGS) 8126094.

## Географски и демографски подаци
Цвајфлинген се налази у савезној држави Баден-Виртемберг у округу Хоенлое. Општина се налази на надморској висини од 308 метара. Површина општине износи 32,1 km². У самом мјесту је, према процјени из 2010. године, живјело 1.774 становника. Просјечна густина становништва износи 55 становника/km².